# Start Choppin
Start Choppin è un brano musicale dei Dinosaur Jr. pubblicato nel 1993 in un singolo, in un extended play e nell'album Where You Been.

## Descrizione
Il brano venne registrato nel 1992 e venne pubblicato nel 1993 in Europa e in Australia dalla Blanco y Negro Records in formato CD, MC e in vinile da 7, 10 e da 12 pollici; venne poi incluso anche nell'album Where You Been del 1993. Ne venne prodotto anche un video musicale diretto da Drew Carola e Paul Devlin.
La copertina è opera di Angry Johnny. Il brano Turnip Farm è dedicato a Scott Fowler.
In un'intervista J Mascis disse che "il titolo è nato perché abbiamo tagliato il nastro per mettere insieme alcune versioni diverse. Penso di aver appena detto "Start chopping" (Inizia a tagliare) o qualcosa del genere".
Pubblicato come singoli, il brano raggiunse la 20 posizione della classifica britannicaUK Singles Chart e la terza della statunitense Modern Rock Tracks.

## Tracce

### Singolo
1. Start Choppin – 5:39 (J Mascis)
2. Turnip Farm – 5:49 (Kurt Fedora e J Mascis)

### EP
1. Start Choppin – 5:39 (J Mascis)
2. Turnip Farm – 5:49 (Kurt Fedora e J Mascis)
3. Forget It – 4:04 (J Mascis)

## Musicisti
- Kurt Fedora: chitarra ritmica e basso (traccia 2)
- J Mascis: chitarra, basso, batteria e voce